# Symfonie nr. 4 (Balakauskas)
De Litouwse componist Osvaldas Balakauskas voltooide zijn Symfonie nr. 4 in 1998.
Balakauskas componeerde het werk ter opening van het nieuwe muziekseizoen te houden in de concertzaal van het Litouws Nationaal Symfonie Orkest. Balakauskas componeerde het werk binnen zijn eigen stijlvariant van het serialisme; het dodecatonica (samentrekking van dodecafonie en tonaliteit). Hij maakt hier gebruik van het achttoon-, tientoon- en elftoonstelsel. Daarin integreert hij invloeden vanuit de oude muziek, minimal music en ook jazz. Het geeft de muziek een Arvo Pärtachtige klank, maar dan niet zo sereen als bij de Est. Door de toepassing van syncopen en de "vreemde" toonsoort klinkt het allemaal niet iets grover van opzet.
Het werk is geschreven in drie delen die verwijzen naar het toonstelsel waarin het deel is geschreven:
- Octa (8)
- Hendeca (11)
- Deca (10)

## Orkestratie
- 3 dwarsfluiten, 3 hobo's, 4 klarinetten, 3 fagotten
- 4 hoorns, 3 trompetten, 3 trombones, 1 tuba
- pauken, 3 man/vrouw percussie, 1 harp, 1 piano,
- violen, altviolen, celli, contrabassen

## Discografie
- Uitgave Naxos: Litouws Nationaal Symfonie Orkest o.l.v. Juozas Domarkas